# Heterogynaidae
Heterogynaidae (лат.) — семейство ос подотряда стебельчатобрюхие отряда перепончатокрылые насекомые. Включает 1 род и менее 10 видов. Группа, близкая к корневому стволу всех пчелиных (Apoidea).

## Биология
Самки брахиптерные, и их биология остается неизвестной.

## Распространение
Западная Палеарктика (восточное Средиземноморье, Оман) и Афротропика (Ботсвана, Мадагаскар).

## Таксономия
Семейство Heterogynaidae (описано в 1969 году: Nagy, 1969:7) было основано на роде Heterogyna Nagy (имя сегодня трактуется на основе корня: Heterogyna-). Оригинальное же название было другим: Heterogynidae (на основе корня: Heterogyn-), что является младшим гомонимом другого семейства из отряда бабочек (Lepidoptera): Heterogynidae Rambur, 1866, основанного на роде Heterogynis Rambur, 1837 (внешний вид). Исправлено и утверждено специальным решением «Международной Комиссии Зоологической Номенклатуры» (International Commission on Zoological Nomenclature, 1987:150, Opinion 1445).
Кроме того, одно время это семейство в ранге подсемейства (Heterogyninae Nagy, 1969) рассматривалось в составе роющих ос Sphecidae.

## Классификация
7 видов. В традиционной систематике Heterogynaidae рассматривают в качестве отдельного семейства и сближают с роющими (Sphecidae) и песочными осами (Crabronidae). В 2018 году молекулярно-филогенетическими исследованиями было показано, что «Crabronidae» парафилетичны и состоят из нескольких крупных монофилетичных клад, включая пчёл. В этой работе (Sann et al. 2018) было предложено придать статус отдельного семейства Bembecidae, сближая с ним Heterogynaidae в качестве подчинённой подгруппы. Однако, окончательные вводы о таксономическом статусе требуют дополнительных исследований ДНК.
В 2021 году оно снова рассматривается в статусе семейства Heterogynaidae (Sann et al. 2021).
- Heterogyna Nagy, 1969 (Включает два синонима. Daycatinca  Argaman 1985, созданный для трёх мадагаскарских видов. Типовой вид: Heterogyna fantsilotra  Day 1984. Синонимия по: Melo 1999. И таксон Daya Antropov and Gorbatovskiy 1992, описанный как подрод Heterogyna с типовым видом Heterogyna madecassa  Day 1984 для четырёх африканских видов.
  - Heterogyna botswana  Day, 1984
  - Heterogyna fantsilotra  Day, 1984
  - Heterogyna madecassa  Day, 1984
  - Heterogyna nocticola  Ohl, 2006 (Оман)
  - Heterogyna polita
  - Heterogyna protea  Nagy, 1969
  - Heterogyna ravenala  Day, 1984